# Championnat d'Europe de patinage artistique 1904
Navigation
Édition précédente Édition suivante
Le championnat d'Europe de patinage artistique 1904 a lieu du 16 au 17 janvier 1904 à la patinoire extérieure de Davos en Suisse.
Après deux championnats européens prévus à Amsterdam aux Pays-Bas en 1902 et 1903, mais annulés par manque de glace, la compétition continentale revient dans la ville helvétique des Grisons.
Pour la première fois, un patineur russe participe aux championnats européens.

## Podium
| Épreuves                      | Or             | Argent       | Bronze        |
| ----------------------------- | -------------- | ------------ | ------------- |
| Messieurs résultats détaillés | Ulrich Salchow | Max Bohatsch | Nikolai Panin |

## Tableau des médailles
| Rang  | Nation   | Or | Argent | Bronze | Total |
| ----- | -------- | -- | ------ | ------ | ----- |
| 1     | Suède    | 1  | 0      | 0      | 1     |
| 2     | Autriche | 0  | 1      | 0      | 1     |
| 3     | Russie   | 0  | 0      | 1      | 1     |
| Total | Total    | 1  | 1      | 1      | 3     |

## Détails de la compétition Messieurs
| Rang    | Nom             | Nation      | Places | Points | Fig. impo. | Prog. libre |
| ------- | --------------- | ----------- | ------ | ------ | ---------- | ----------- |
| 1       | Ulrich Salchow  | Suède       | 8      |        |            |             |
| 2       | Max Bohatsch    | Autriche    | 13     |        |            |             |
| 3       | Nikolai Panin   | Russie      | 21     |        |            |             |
| 4       | Martin Gordan   | Allemagne   | 28     |        |            |             |
| Forfait | Madge Syers     | Royaume-Uni |        |        |            |             |
| Forfait | Heinrich Burger | Allemagne   |        |        |            |             |